# Карагай (Архангельский район)
Карагай (баш. МФА: Ҡарағайо файле) — деревня в Узунларовском сельсовете Архангельского района Республики Башкортостан России.
Находится на левом берегу реки Инзер.

## История
Название происходит от местности Ҡарағай
В 2008 году, после упразднения Азовского сельсовета включен в состав Узунларовского сельсовета (Закон Республики Башкортостан от 19.11.2008 N 49-з «Об изменениях в административно-территориальном устройстве Республики Башкортостан в связи с объединением отдельных сельсоветов и передачей населённых пунктов»). 

## Население
| 2002 | 2009 | 2010 |
| ---- | ---- | ---- |
| 25   | ↘16  | ↗18  |

## Географическое положение
Расстояние до:
- районного центра (Архангельское): 41 км,
- ближайшего железнодорожного остановочного пункта станции (ост. пункт 60 км): 1 км.